# الوارو مسین

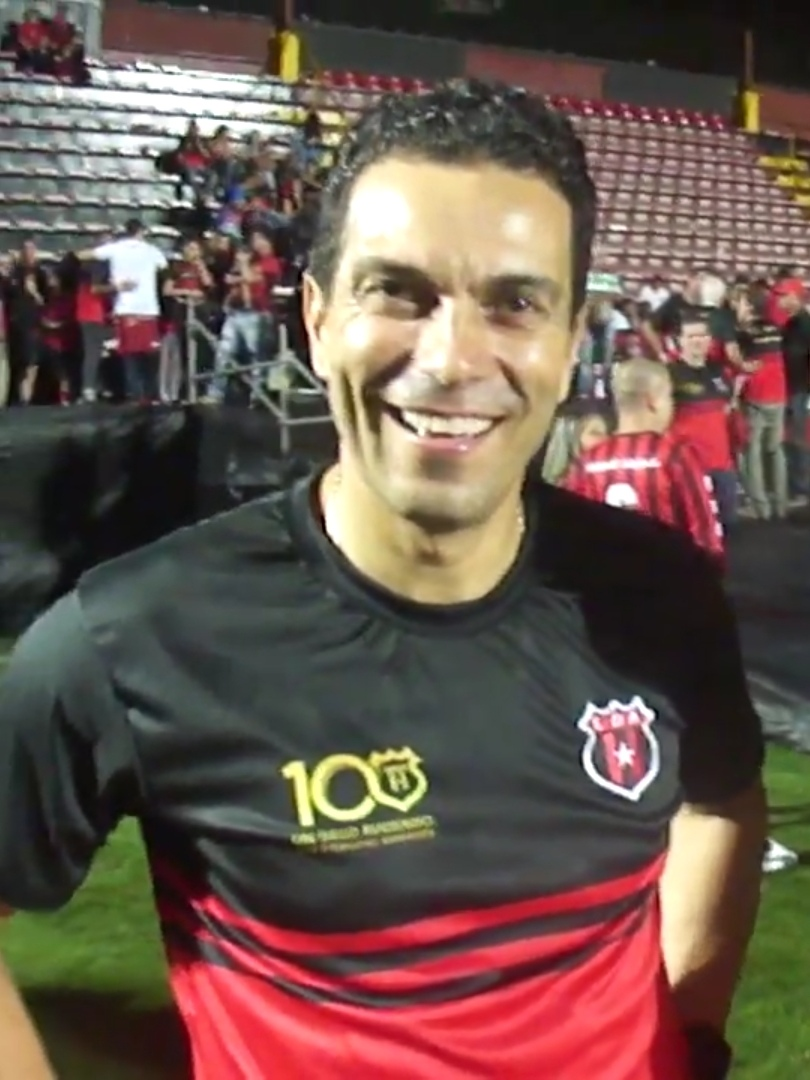
اَلوارو مسین در سال ۲۰۱۹

اَلوارو مسین (انگلیسی: Álvaro Mesén) بازیکن بازنشسته فوتبال اهل کاستاریکا است.
وی همچنین سابقه بازی برای تیم ملی کاستاریکا را دارد و در جام جهانی ۲۰۰۲ و ۲۰۰۶ نیز جزو یاران تیم ملی کاستاریکا بوده است. مسن که سال ۲۰۱۰ از بازیگری فوتبال بازنشسته شد، در سپتامبر ۲۰۱۲ دبیر کل فدارسیون فوتبال کاستاریکا شد و در فوریه ۲۰۱۳ از سمت خود کناره‌گیری کرد.